# Abierto de Estados Unidos (golf)
El Abierto de Estados Unidos (en inglés: U.S. Open) es un torneo de golf masculino anual que se celebra en los Estados Unidos y que está organizado por la United States Golf Association. Se disputa el fin de semana del tercer domingo de junio, coincidiendo con el día del padre en Estados Unidos.
Este torneo es uno de los cuatro majors que se celebran a lo largo del año y aparece en el calendario tanto del PGA Tour como del European Tour. El Abierto de Estados Unidos se ha jugado en varios campos a lo largo de su historia, caracterizándose por una preparación exigente, con roughs altos y greens rápidos.

## Forma de calificación y premios

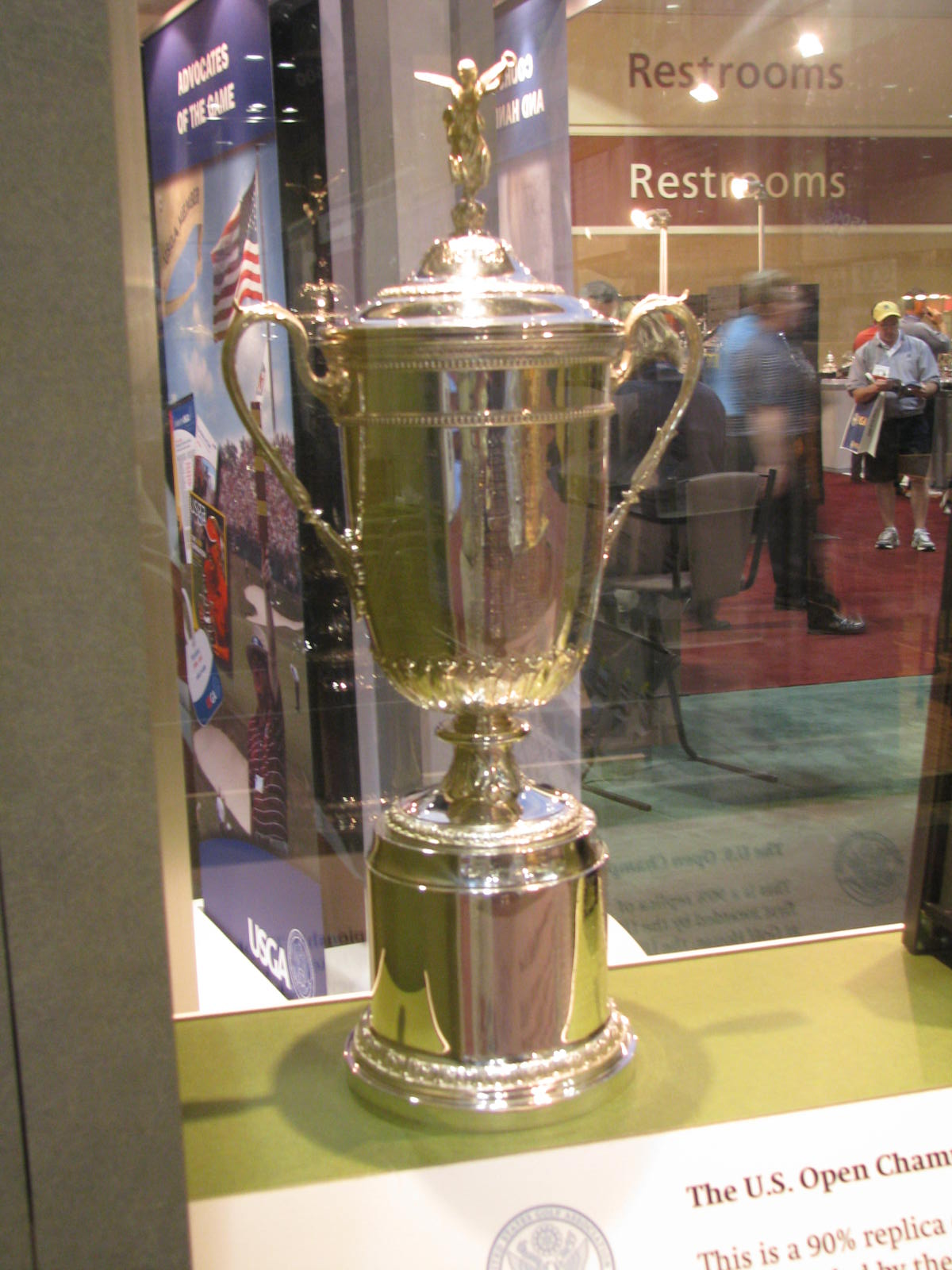
Trofeo que se entrega al ganador del Abierto de Estados Unidos.

El Abierto de Estados Unidos está abierto a cualquier golfista profesional o a cualquier amateur que tenga un hándicap actualizado de 1,4. Los jugadores pueden obtener la plaza de forma automática o tienen que jugar una fase de clasificación. De las 156 plazas que tiene el cuadro del torneo, aproximadamente la mitad (normalmente 70 plazas) se otorgan a jugadores de forma automática (ganadores de otros majors, antiguos ganadores del torneo, jugadores que se encontraran en el top 30 en la anterior temporada del PGA Tour, etc.).
Aquellos jugadores que tengan que luchar por la clasificación para el torneo, deberán de hacerlo en dos etapas. Primero existe una fase de clasificación local, que se juega sobre 18 hoyos en un centenar de campos a lo largo de todo Estados Unidos. También existen jugadores que se encuentran exentos de jugar esta primera fase y, por lo tanto, pasan directamente a la fase final de clasificación. En esta segunda fase, los jugadores que hayan pasado la primera ronda y los que se encontraran exentos de ella, se enfrentarán sobre un recorrido 36 hoyos, que tiene lugar en varios clubes de golf de Estados Unidos y en dos campos de Europa y Japón (un campo en cada uno de ellos).
No existe límite de edad para competir en el torneo; por ejemplo, en 2006 se clasificó el jugador más joven que haya participado jamás en el torneo: Tadd Fujikawa de Hawái, de 15 años.
El fondo para premios del torneo en 2014 fue de 9 millones de dólares, siendo el premio para el ganador de 1,6 millones. En línea con los otros torneos grandes, el ganador del Abierto de Estados Unidos recibe una serie de privilegios que incluyen la invitación automática para jugar los otros tres majors durante cinco años, y la clasificación automática para el Abierto de Estados Unidos para los siguientes diez años. También ingresan automáticamente en el PGA Tour durante las siguientes cinco temporadas y reciben invitación para jugar el torneo The Players' durante cinco temporadas.
Los 15 mejores jugadores de cada edición se clasifican automáticamente para la siguiente edición, y los ocho mejores son invitados automáticamente para el Masters de Augusta de la siguiente temporada.

## Ganadores
| Año                                                           | Ganador              | País              | Campo                                          | Lugar                          | Resultado |
| ------------------------------------------------------------- | -------------------- | ----------------- | ---------------------------------------------- | ------------------------------ | --------- |
| 2025                                                          | J. J. Spaun          | Estados Unidos    | Oakmont Country Club                           | Plum, Pensilvania              | -1        |
| 2024                                                          | Bryson DeChambeau    | Estados Unidos    | Pinehurst Resort                               | Pinehurst, Carolina del Norte  | -6        |
| 2023                                                          | Wyndham Clark        | Estados Unidos    | The Los Angeles Country Club                   | Los Angeles, California        | -10       |
| 2022                                                          | Matt Fitzpatrick     | Inglaterra        | The Country Club                               | Brookline, Massachusetts       | -6        |
| 2021                                                          | Jon Rahm             | España            | Torrey Pines                                   | San Diego, California          | -6        |
| 2020                                                          | Bryson DeChambeau    | Estados Unidos    | Winged Foot Golf Club                          | Mamaroneck, Nueva York         | -6        |
| 2019                                                          | Gary Woodland        | Estados Unidos    | Pebble Beach Golf Links                        | Pebble Beach, California       | -13       |
| 2018                                                          | Brooks Koepka        | Estados Unidos    | Shinnecock Hills Golf Club                     | Southampton, Nueva York        | +1        |
| 2017                                                          | Brooks Koepka        | Estados Unidos    | Erin Hills                                     | Erin, Wisconsin                | -16       |
| 2016                                                          | Dustin Johnson       | Estados Unidos    | Oakmont Country Club                           | Oakmont, Pensilvania           | -4        |
| 2015                                                          | Jordan Spieth        | Estados Unidos    | Chambers Bay                                   | University Place, Washington   | -5        |
| 2014                                                          | Martin Kaymer        | Alemania          | Pinehurst Resort, Course n.º 2                 | Pinehurst, Carolina del Norte  | -9        |
| 2013                                                          | Justin Rose          | Inglaterra        | Merion Golf Club East Course                   | Ardmore, Pensilvania           | +1        |
| 2012                                                          | Webb Simpson         | Estados Unidos    | Olympic Club, Lake Course                      | San Francisco, California      | +1        |
| 2011                                                          | Rory McIlroy         | Irlanda del Norte | Congressional Country Club                     | Bethesda, Maryland             | -16       |
| 2010                                                          | Graeme McDowell      | Irlanda del Norte | Pebble Beach Golf Links                        | Pebble Beach, California       | E         |
| 2009                                                          | Lucas Glover1        | Estados Unidos    | Bethpage State Park, Black Course              | Farmingdale, Nueva York        | -4        |
| 2008                                                          | Tiger Woods1         | Estados Unidos    | Torrey Pines Golf Course, South Course         | La Jolla, California           | -1        |
| 2007                                                          | Ángel Cabrera        | Argentina         | Oakmont Country Club                           | Oakmont, Pensilvania           | +5        |
| 2006                                                          | Geoff Ogilvy         | Australia         | Winged Foot Golf Club, West Course             | Mamaroneck, Nueva York         | +5        |
| 2005                                                          | Michael Campbell     | Nueva Zelanda     | Pinehurst Resort, Course n.º 2                 | Pinehurst, Carolina del Norte  | E         |
| 2004                                                          | Retief Goosen        | Sudáfrica         | Shinnecock Hills Golf Club                     | Southampton, Nueva York        | -4        |
| 2003                                                          | Jim Furyk            | Estados Unidos    | Olympia Fields Country Club                    | Olympia Fields, Illinois       | -8        |
| 2002                                                          | Tiger Woods          | Estados Unidos    | Bethpage State Park, Black Course              | Farmingdale, Nueva York        | -3        |
| 2001                                                          | Retief Goosen1       | Sudáfrica         | Southern Hills Country Club                    | Tulsa, Oklahoma                | -4        |
| 2000                                                          | Tiger Woods          | Estados Unidos    | Pebble Beach Golf Links                        | Pebble Beach, California       | -12       |
| 1999                                                          | Payne Stewart        | Estados Unidos    | Pinehurst Resort, Course n.º 2                 | Pinehurst, Carolina del Norte  | -1        |
| 1998                                                          | Lee Janzen           | Estados Unidos    | Olympic Club, Lake Course                      | San Francisco, California      | E         |
| 1997                                                          | Ernie Els            | Sudáfrica         | Congressional Country Club, Blue Course        | Bethesda, Maryland             | -4        |
| 1996                                                          | Steve Jones          | Estados Unidos    | Oakland Hills Country Club, South Course       | Bloomfield Hills, Míchigan     | -2        |
| 1995                                                          | Corey Pavin          | Estados Unidos    | Shinnecock Hills Golf Club                     | Southampton, Nueva York        | E         |
| 1994                                                          | Ernie Els1           | Sudáfrica         | Oakmont Country Club                           | Oakmont, Pensilvania           | -5        |
| 1993                                                          | Lee Janzen           | Estados Unidos    | Baltusrol Golf Club, Lower Course              | Springfield, Nueva Jersey      | -8        |
| 1992                                                          | Tom Kite             | Estados Unidos    | Pebble Beach Golf Links                        | Pebble Beach, California       | -3        |
| 1991                                                          | Payne Stewart1       | Estados Unidos    | Hazeltine National Golf Club                   | Chaska, Minnesota              | -6        |
| 1990                                                          | Hale Irwin1          | Estados Unidos    | Medinah Country Club, Course n.º 3             | Medinah, Illinois              | -8        |
| 1989                                                          | Curtis Strange       | Estados Unidos    | Oak Hill Country Club, East Course             | Pittsford, Nueva York          | -2        |
| 1988                                                          | Curtis Strange1      | Estados Unidos    | The Country Club                               | Brookline, Massachusetts       | -6        |
| 1987                                                          | Scott Simpson        | Estados Unidos    | Olympic Club, Lake Course                      | San Francisco, California      | -3        |
| 1986                                                          | Ray Floyd            | Estados Unidos    | Shinnecock Hills Golf Club                     | Southampton, Nueva York        | -1        |
| 1985                                                          | Andy North           | Estados Unidos    | Oakland Hills Country Club, South Course       | Bloomfield Hills, Míchigan     | -1        |
| 1984                                                          | Fuzzy Zoeller1       | Estados Unidos    | Winged Foot Golf Club, West Course             | Mamaroneck, Nueva York         | 4         |
| 1983                                                          | Larry Nelson         | Estados Unidos    | Oakmont Country Club                           | Oakmont, Pensilvania           | -4        |
| 1982                                                          | Tom Watson           | Estados Unidos    | Pebble Beach Golf Links                        | Pebble Beach, California       | -6        |
| 1981                                                          | David Graham         | Australia         | Merion Golf Club, East Course                  | Ardmore, Pensilvania           | -7        |
| 1980                                                          | Jack Nicklaus        | Estados Unidos    | Baltusrol Golf Club, Lower Course              | Springfield, Nueva Jersey      | -8        |
| 1979                                                          | Hale Irwin           | Estados Unidos    | Inverness Club                                 | Toledo, Ohio                   | E         |
| 1978                                                          | Andy North           | Estados Unidos    | Cherry Hills Country Club                      | Cherry Hills Village, Colorado | +1        |
| 1977                                                          | Hubert Green         | Estados Unidos    | Southern Hills Country Club                    | Tulsa, Oklahoma                | -2        |
| 1976                                                          | Jerry Pate           | Estados Unidos    | Atlanta Athletic Club, Highlands Course        | Duluth, Georgia                | -3        |
| 1975                                                          | Lou Graham1          | Estados Unidos    | Medinah Country Club, Course n.º 3             | Medinah, Illinois              | +3        |
| 1974                                                          | Hale Irwin           | Estados Unidos    | Winged Foot Golf Club, West Course             | Mamaroneck, Nueva York         | +7        |
| 1973                                                          | Johnny Miller        | Estados Unidos    | Oakmont Country Club                           | Oakmont, Pensilvania           | -5        |
| 1972                                                          | Jack Nicklaus        | Estados Unidos    | Pebble Beach Golf Links                        | Pebble Beach, California       | +2        |
| 1971                                                          | Lee Trevino1         | Estados Unidos    | Merion Golf Club                               | Ardmore, Pensilvania           | E         |
| 1970                                                          | Tony Jacklin         | Inglaterra        | Hazeltine National Golf Club                   | Chaska, Minnesota              | -7        |
| 1969                                                          | Orville Moody        | Estados Unidos    | Champions Golf Club, Cypress Creek Course      | Houston, Texas                 | +1        |
| 1968                                                          | Lee Trevino          | Estados Unidos    | Oak Hill Country Club, East Course             | Pittsford, Nueva York          | -5        |
| 1967                                                          | Jack Nicklaus        | Estados Unidos    | Baltusrol Golf Club, Lower Course              | Springfield, Nueva Jersey      | -5        |
| 1966                                                          | Billy Casper1        | Estados Unidos    | Olympic Club, Lake Course                      | San Francisco, California      | -2        |
| 1965                                                          | Gary Player1         | Sudáfrica         | Bellerive Country Club                         | S. Louis, Misuri               | +2        |
| 1964                                                          | Ken Venturi          | Estados Unidos    | Congressional Country Club, Blue Course        | Bethesda, Maryland             | -2        |
| 1963                                                          | Julius Boros1        | Estados Unidos    | The Country Club                               | Brookline, Massachusetts       | +9        |
| 1962                                                          | Jack Nicklaus1       | Estados Unidos    | Oakmont Country Club                           | Oakmont, Pensilvania           | -1        |
| 1961                                                          | Gene Littler         | Estados Unidos    | Oakland Hills Country Club, South Course       | Bloomfield Hills, Míchigan     | +1        |
| 1960                                                          | Arnold Palmer        | Estados Unidos    | Cherry Hills Country Club                      | Cherry Hills Village, Colorado | -4        |
| 1959                                                          | Billy Casper         | Estados Unidos    | Winged Foot Golf Club, West Course             | Mamaroneck, Nueva York         | +2        |
| 1958                                                          | Tommy Bolt           | Estados Unidos    | Southern Hills Country Club                    | Tulsa, Oklahoma                | +3        |
| 1957                                                          | Dick Mayer           | Estados Unidos    | Inverness Club                                 | Toledo, Ohio                   | +2        |
| 1956                                                          | Cary Middlecoff      | Estados Unidos    | Oak Hill Country Club, East Course             | Pittsford, Nueva York          | +1        |
| 1955                                                          | Jack Fleck1          | Estados Unidos    | Olympic Club, Lake Course                      | San Francisco, California      | +7        |
| 1954                                                          | Ed Furgol            | Estados Unidos    | Baltusrol Golf Club, Lower Course              | Springfield, Nueva Jersey      | +4        |
| 1953                                                          | Ben Hogan            | Estados Unidos    | Oakmont Country Club                           | Oakmont, Pensilvania           | -5        |
| 1952                                                          | Julius Boros         | Estados Unidos    | Northwood Club                                 | Dallas, Texas                  | +1        |
| 1951                                                          | Ben Hogan            | Estados Unidos    | Oakland Hills Country Club, South Course       | Bloomfield Hills, Míchigan     | +7        |
| 1950                                                          | Ben Hogan1           | Estados Unidos    | Merion Golf Club, East Course                  | Ardmore, Pensilvania           | +7        |
| 1949                                                          | Cary Middlecoff      | Estados Unidos    | Medinah Country Club, Course n.º 3             | Medinah, Illinois              | +2        |
| 1948                                                          | Ben Hogan            | Estados Unidos    | Riviera Country Club                           | Pacific Palisades, California  | -8        |
| 1947                                                          | Lew Worsham1         | Estados Unidos    | St. Louis Country Club                         | San Luis, Misuri               | -2        |
| 1946                                                          | Lloyd Mangrum1       | Estados Unidos    | Canterbury Golf Club                           | Beachwood, Ohio                | -4        |
| 1942-1945: No se celebró debido a la Segunda Guerra Mundial   |                      |                   |                                                |                                |           |
| 1941                                                          | Craig Wood           | Estados Unidos    | Colonial Country Club                          | Fort Worth, Texas              |           |
| 1940                                                          | Lawson Little        | Estados Unidos    | Canterbury Golf Club                           | Beachwood, Ohio                |           |
| 1939                                                          | Byron Nelson         | Estados Unidos    | Philadelphia Country Club                      | Gladwyne, Pensilvania          |           |
| 1938                                                          | Ralph Guldahl        | Estados Unidos    | Cherry Hills Country Club                      | Cherry Hills Village, Colorado |           |
| 1937                                                          | Ralph Guldahl        | Estados Unidos    | Oakland Hills Country Club, South Course       | Bloomfield Hills, Míchigan     |           |
| 1936                                                          | Tony Manero          | Estados Unidos    | Baltusrol Golf Club, Upper Course              | Springfield, Nueva Jersey      |           |
| 1935                                                          | Sam Parks, Jr        | Estados Unidos    | Oakmont Country Club                           | Oakmont, Pensilvania           |           |
| 1934                                                          | Olin Dutra           | Estados Unidos    | Merion Golf Club, East Course                  | Ardmore, Pensilvania           |           |
| 1933                                                          | Johnny Goodman2      | Estados Unidos    | North Shore Country Club                       | Glenview, Illinois             |           |
| 1932                                                          | Gene Sarazen         | Estados Unidos    | Fresh Meadow Country Club                      | Great Neck, Nueva York         |           |
| 1931                                                          | Billy Burke          | Estados Unidos    | Inverness Club                                 | Toledo, Ohio                   |           |
| 1930                                                          | Bobby Jones2         | Estados Unidos    | Interlachen Country Club                       | Edina, Minnesota               |           |
| 1929                                                          | Bobby Jones2         | Estados Unidos    | Winged Foot Golf Club, West Course             | Mamaroneck, Nueva York         |           |
| 1928                                                          | Johnny Farrell       | Estados Unidos    | Olympia Fields Country Club                    | Olympia Fields, Illinois       |           |
| 1927                                                          | Tommy Armour3        | Estados Unidos    | Oakmont Country Club                           | Oakmont, Pensilvania           |           |
| 1926                                                          | Bobby Jones2         | Estados Unidos    | Scioto Country Club                            | Columbus, Ohio                 |           |
| 1925                                                          | Willie Macfarlane3   | Escocia           | Worcester Country Club                         | Worcester, Massachusetts       |           |
| 1924                                                          | Cyril Walker3        | Inglaterra        | Oakland Hills Country Club, South Course       | Bloomfield Hills, Míchigan     |           |
| 1923                                                          | Bobby Jones2         | Estados Unidos    | Inwood Country Club                            | Inwood, Nueva York             |           |
| 1922                                                          | Gene Sarazen         | Estados Unidos    | Skokie Country Club                            | Glencoe, Illinois              |           |
| 1921                                                          | Jim Barnes3          | Estados Unidos    | Columbia Country Club                          | Chevy Chase, Maryland          |           |
| 1920                                                          | Ted Ray3             | Inglaterra        | Inverness Club                                 | Toledo, Ohio                   |           |
| 1919                                                          | Walter Hagen         | Estados Unidos    | Brae Burn Country Club, Main Course            | Newton, Massachusetts          |           |
| 1917-1918: No se celebró a causa de la Primera Guerra Mundial |                      |                   |                                                |                                |           |
| 1916                                                          | Chick Evans2         | Estados Unidos    | The Minikahda Club                             | Mineápolis, Minnesota          |           |
| 1915                                                          | Jerome Travers2      | Estados Unidos    | Baltusrol Golf Club                            | Springfield, Nueva Jersey      |           |
| 1914                                                          | Walter Hagen         | Estados Unidos    | Midlothian Country Club                        | Midlothian, Illinois           |           |
| 1913                                                          | Francis Ouimet2      | Estados Unidos    | The Country Club                               | Brookline, Massachusetts       |           |
| 1912                                                          | John McDermott       | Estados Unidos    | Country Club of Buffalo                        | Amherst, Nueva York            |           |
| 1911                                                          | John McDermott       | Estados Unidos    | Chicago Golf Club                              | Wheaton, Illinois              |           |
| 1910                                                          | Alex Smith3          | Escocia           | Philadelphia Cricket Club, St. Martin's Course | Filadelfia, Pensilvania        |           |
| 1909                                                          | George Sargent3      | Inglaterra        | Englewood Golf Club                            | Englewood, Nueva Jersey        |           |
| 1908                                                          | Fred McLeod3         | Escocia           | Myopia Hunt Club                               | South Hamilton, Massachusetts  |           |
| 1907                                                          | Alec Ross3           | Escocia           | Philadelphia Cricket Club, St. Martin's Course | Filadelfia, Pensilvania        |           |
| 1906                                                          | Alex Smith3          | Escocia           | Onwentsia Club                                 | Lake Forest, Illinois          |           |
| 1905                                                          | Willie Anderson3     | Escocia           | Myopia Hunt Club                               | South Hamilton, Massachusetts  |           |
| 1904                                                          | Willie Anderson3     | Escocia           | Glen View Club                                 | Golf, Illinois                 |           |
| 1903                                                          | Willie Anderson3     | Escocia           | Baltusrol Golf Club                            | Springfield, Nueva Jersey      |           |
| 1902                                                          | Laurie Auchterlonie3 | Escocia           | Garden City Golf Club                          | Garden City, Nueva York        |           |
| 1901                                                          | Willie Anderson3     | Escocia           | Myopia Hunt Club                               | South Hamilton, Massachusetts  |           |
| 1900                                                          | Harry Vardon3        | Inglaterra        | Chicago Golf Club                              | Wheaton, Illinois              |           |
| 1899                                                          | Willie Smith3        | Escocia           | Baltimore Country Club, East Course            | Timonium, Maryland             |           |
| 1898                                                          | Fred Herd3           | Escocia           | Myopia Hunt Club                               | South Hamilton, Massachusetts  |           |
| 1897                                                          | Joe Lloyd3           | Inglaterra        | Chicago Golf Club                              | Wheaton, Illinois              |           |
| 1896                                                          | James Foulis3        | Escocia           | Shinnecock Hills Golf Club                     | Southampton, Nueva York        |           |
| 1895                                                          | Horace Rawlins3      | Inglaterra        | Newport Country Club                           | Newport, Rhode Island          |           |

1 - Ganador en el desempate.
2 - Jugador amateur.
3 - Se muestran sus nacionalidades de origen, aunque posteriormente adoptaron la nacionalidad estadounidense.

### Ganadores en más de una ocasión
Los siguientes jugadores han ganado el torneo más de una vez (hasta 2024):
- 4 victorias:
  - Willie Anderson: 1901, 1903, 1904, 1905
  - Bobby Jones: 1923, 1926, 1929, 1930
  - Ben Hogan: 1948, 1950, 1951, 1953
  - Jack Nicklaus: 1962, 1967, 1972, 1980

- 3 victorias:
  - Hale Irwin: 1974, 1979, 1990
  - Tiger Woods: 2000, 2002, 2008

- 2 victorias:
  - Alex Smith: 1906, 1910
  - John J. McDermott: 1911, 1912
  - Walter Hagen: 1914, 1919
  - Gene Sarazen: 1922, 1932
  - Ralph Guldahl: 1937, 1938
  - Cary Middlecoff: 1949, 1956
  - Julius Boros: 1952, 1963
  - Billy Casper: 1959, 1966
  - Lee Trevino: 1969, 1971
  - Andy North: 1978, 1985
  - Curtis Strange: 1988, 1989
  - Ernie Els: 1994, 1997
  - Lee Janzen: 1993, 1998
  - Payne Stewart: 1991, 1999
  - Retief Goosen: 2001, 2004
  - Brooks Koepka: 2017, 2018
  - Bryson DeChambeau: 2020, 2024

## Récords
- Ganador de mayor edad: Hale Irwin en 1990, con 45 años y 15 días.
- Ganador más joven: John McDermott en 1911, con 19 años, 10 meses y 14 días.
- Jugador de mayor edad en pasar el corte: Sam Snead en 1973, con 61 años.
- Mayor número de victorias consecutivas: 3 (Willie Anderson entre 1903 y 1905).
- Mayor número de participaciones: 44 (Jack Nicklaus desde 1957 hasta 2000).
- Mayor margen de victoria: 15 golpes (Tiger Woods en la edición de 2000).
- Menor número de golpes en 72 hoyos:
  - 268: Rory McIlroy (65-66-68-69) en 2011.
  - 271: Martin Kaymer (65-65-72-69) en 2014.
  - 272: Jack Nicklaus (63-71-70-68) en 1980.
  - 272: Lee Janzen (67-67-69-69) en 1993.
  - 272: Tiger Woods (65-69-71-67) en 2000.
  - 272: Jim Furyk (67-66-67-72) en 2003.
  - 272: Brooks Koepka (67-70-68-67) en 2017.
- Menor número de golpes por debajo del par en 72 hoyos:
  - -16 (268) realizado por Rory McIlroy en 2011.
  - -16 (272) realizado por Brooks Koepka en 2017
- Campos en los que más ediciones se han jugado:
  - 9 Abiertos: Oakmont Country Club: 1927, 1935, 1953, 1962, 1973, 1983, 1994, 2007 y 2016.
  - 7 Abiertos: Baltusrol Golf Club: 1903, 1915, 1936, 1954, 1967, 1980 y 1993.
  - 6 Abiertos: Oakland Hills Country Club: 1924, 1937, 1951, 1961, 1985, y 1996.
  - 5 Abiertos:
    - Winged Foot Golf Club: 1929, 1959, 1974, 1984, y 2006
    - Pebble Beach Golf Links: 1972, 1982, 1992, 2000, y 2010
    - Olympic Club: 1955, 1966, 1987, 1998, y 2012
    - Merion Golf Club: 1934, 1950, 1971, 1981, y 2013
    - Shinnecock Hills Golf Club: 1896, 1986, 1995, 2004, y 2018

  - 4 Abiertos:
    - Myopia Hunt Club: 1898, 1901, 1905, y 1908
    - Inverness Club: 1920, 1931, 1957, y 1979
    - The Country Club: 1913, 1963, 1988 y 2022.
    - Pinehurst Resort: 1999, 2005, 2014 y 2024.

Datos provenientes de la página oficial de US Open 

## Sedes recientes
- Baltusrol Golf Club (Nueva Jersey) – 1903, 1915, 1936, 1954, 1967, 1980, 1993.
- Oakland Hills (Míchigan) – 1924, 1937, 1951, 1961, 1985, 1996.
- Southern Hills (Oklahoma) - 1958, 1977, 2001.
- Olympia Fields (Illinois) - 1928, 2003.
- Shinnecock Hills (Nueva York) – 1896, 1986, 1995, 2004, 2018 (2026).
- Pinehurst Resort (Carolina del Norte) - 1999, 2005, 2014, 2024.
- Winged Foot Golf Club (Nueva York) – 1929, 1959, 1974, 1984, 2006 (2020).
- Oakmont Country Club (Pensilvania) – 1927, 1935, 1953, 1962, 1973, 1983, 1994, 2007, 2016 (2025).
- Torrey Pines Golf Course (California) - 2008 (2021).
- Bethpage State Park (Nueva York) - 2002, 2009.
- Pebble Beach Golf Links (California) – 1972, 1982, 1992, 2000, 2010, 2019.
- Congressional Country Club (Maryland) - 1964, 1997, 2011.
- Olympic Club (California) – 1955, 1966, 1987, 1998, 2012.
- Merion Golf Club (Penslvania) – 1934, 1950, 1971, 1981, 2013.
- Erin Hills (Wisconsin) - 2017.
- The Country Club (Massachusetts) - 1913, 1963, 1988, 2022.
- Los Angeles Country Club (California) - (2023).